# Finska Ligacupen

Finska Ligacupen för herrar (finska:Liigacup) är en fotbollstävling för lagen i finska Tipsligan, som spelas på vårvintern före seriespelet börjar. På grund av detta spelas vissa matcher inomhus. Ligacupen anordnas av Jalkapalloliiga ry, men den är av Finlands Bollförbund en officiellt godkänd tävling. Turneringen spelas enligt FBF:s regler, med vissa undantag. Till exempel fick lagen 2006 göra fem byten istället för det normala tre byten. 
Från 2005 och framåt är Ligacupens vandringspokal uppkallad efter Sami Hyypiä. Dessutom får vinnarlaget en pengavinst (20 000 euro år 2009). Vinst i Ligacupen ger ingen plats till någon cup i Europa, trots att det föreslagits.
Första gången Ligacupen spelades var 1994, då den spelades på hösten efter att Tipsligan var färdigspelad. Turneringen spelades inte åren 2001-2003. När turneringen återuppstod, 2004, bytte man årstid för turneringen till vårvintern. 
Den spelare som vunnit Ligacupen flest gånger är Mika Lehkosuo, som vunnit fyra gånger.

## Spelsätt
Lagen delas in i två grupper som spelar varsin enkel serie. Från båda grupperna går de fyra bästa lagen vidare till kvartsfinal. Där möter A-gruppens etta B-gruppens fyra, A-gruppens tvåa B-gruppens trea, A-gruppens trea B-gruppens tvåa och A-gruppens fyra B-gruppens etta. I kvartsfinalerna och semifinalerna spelar det lag på hemmaplan som var bättre i gruppspelet. De lag som vinner semifinalerna går till finalen, som spelas samma dag som damernas Ligacup-final. 

## Finaler
| År   | Vinnare            | Resultat           | Tvåor                      | Spelplats                                      |
| ---- | ------------------ | ------------------ | -------------------------- | ---------------------------------------------- |
| 1994 | HJK                | 2–0                | FC Jazz                    | Helsingfors                                    |
| 1995 | FC Haka            | 4–2                | HJK                        | Helsingfors                                    |
| 1996 | HJK                | 3–2                | RoPS                       | Olympiastadion, Helsingfors                    |
| 1997 | HJK                | 2–0                | VPS                        | Helsingfors                                    |
| 1998 | HJK                | 1–1 e.fl., 8–7 rp. | FF Jaro                    | Helsingfors                                    |
| 1999 | VPS                | 3–0                | Kotkan Työväen Palloilijat | Lahtis                                         |
| 2000 | VPS                | 2–1                | FC Jokerit                 | Hangö                                          |
| 2004 | AC Allianssi       | 2–2, 5–3 str.      | FC Lahti                   | Pohjola Stadion (nuvarande ISS Stadion), Vanda |
| 2005 | AC Allianssi       | 3–1                | FC Lahti                   | Finnair Stadium, Helsingfors                   |
| 2006 | Kuopion Palloseura | 2–1                | FC KooTeePee               | Finnair Stadium, Helsingfors                   |
| 2007 | FC Lahti           | 0–0, 4–3 str.      | Inter Åbo                  | Finnair Stadium, Helsingfors                   |
| 2008 | Inter Åbo          | 1–0                | TPS                        | Finnair Stadium, Helsingfors                   |
| 2009 | Tampere United     | 2–0                | HJK                        | ISS Stadion, Vanda                             |
| 2010 | FC Honka           | 0–0, 4–3 str.      | JJK                        | Finnair Stadium, Helsingfors                   |
| 2011 | FC Honka           | 3–0                | Tampere United             | Hagalunds idrottspark, Esbo                    |
| 2012 | TPS                | 1–1, 4–2 str.      | HJK                        | Finnair Stadium, Helsingfors                   |
| 2013 | FC Lahti           | 2–1                | JJK                        | Lahden kisapuisto, Lahtis                      |
| 2014 | SJK                | 1–0                | VPS                        | Atria Areena, Seinäjoki                        |
| 2015 | HJK Helsingfors    | 2–0                | RoPS                       | Rovaniemen keskuskenttä, Rovaniemi             |
| 2016 | FC Lahti           | 0–0, 4–3 str.      | SJK                        | Atria Areena, Seinäjoki                        |

## Finska Ligacupen för damer
Finska Ligacupen för damer (finska:Naisten Liigacup) är en fotbollstävling för lagen i den finska Damligan som spelas på vårvintern, före seriespelet börjar. 

### Spelsätt
Lagen delas in i två grupper som spelar varsin enkel serie. Från båda grupperna går de två bästa lagen vidare till semifinal. Där möter A-gruppens etta B-gruppens tvåa och B-gruppens etta möter A-gruppens tvåa. Semifinalerna avgörs på gruppvinnarnas hemmaplan. Det lag som vinner semifinalen går till finalen, som spelas samma dag som herrarnas Ligacup-final. 

### Finaler
| År   | Vinnare          | Resultat      | Tvåor        | Spelplats                    |
| ---- | ---------------- | ------------- | ------------ | ---------------------------- |
| 2007 | FC Honka (damer) | 0–0, 5–4 str. | HJK (damer)  | Finnair Stadium, Helsingfors |
| 2008 | FC Honka (damer) | 3–1           | TPS (damer)  | Finnair Stadium, Helsingfors |
| 2009 | HJK (damer)      | 8–1           | FC United    | ISS Stadion, Vanda           |
| 2010 | HJK (damer)      | 3–0           | Åland United | Finnair Stadium, Helsingfors |

## Annat inom ämnet
- Resultat och Statistik (på engelska)
- Om herrarnas Ligacup (på finska)
- Om damernas Ligacup (på finska)